# Берёзовая (приток Чернового Нарыка)
Берёзовая — река в России, протекает по Прокопьевскому и Новокузнецкому районам Кемеровской области. Устье реки находится в 27 км по левому берегу реки Черновой Нарык. Длина реки составляет 17 км.

## Данные водного реестра
По данным государственного водного реестра России относится к Верхнеобскому бассейновому округу, водохозяйственный участок реки — Томь от города Новокузнецк до города Кемерово, речной подбассейн реки — Томь. Речной бассейн реки — (Верхняя) Обь до впадения Иртыша.